# وینسنت موتورسایکلز
وینسنت موتورسایکلز (انگلیسی: Vincent Motorcycles) شرکت موتورسیکلت‌سازی بریتانیایی است، که در سال ۱۹۲۸ تأسیس شد.